# Justicia chamaephyton
Justicia chamaephyton là một loài thực vật có hoa trong họ Ô rô. Loài này được D.N. Gibson mô tả khoa học đầu tiên năm 1972.